# Gree Electric
Gree Electric ou plus simplement Gree est une entreprise chinoise spécialisée dans la production d'électroménager, climatiseurs et pompes à chaleur performantes. Son siège social est situé à Zhuhai dans le Guangdong.
Sa directrice est la femme d’affaires chinoise Dong Mingzhu.